# Lestes congener
 Lestes congener  ist eine Libellenart aus der Gattung der Binsenjungfern (Lestes), die in Nordamerika verbreitet ist.

## Merkmale
Männliche Lestes congener erreichen eine Körperlänge von 35 bis 42 Millimeter, die Weibchen bleiben mit 32 bis 38 Millimeter etwas kleiner. Im westlichen Teil ihres Verbreitungsgebietes werden die Libellen allerdings etwas größer als im östlichen. Der Körper der Männchen ist bronzefarben bis schwarz mit gelblichen Flecken, die letzten beiden Segmente des Hinterleibs sind grau. Die Weibchen sind etwas blasser und der Hinterleib ist rötlich braun. Die Flügel sind klar und durchsichtig und bei den Weibchen länger als bei den Männchen.
Die Larven werden bis 25 Millimeter lang und sind hellbraun.

## Verbreitung und Lebensraum
Das Verbreitungsgebiet von Lestes congener befindet sich in Nordamerika in den Vereinigten Staaten und Kanada. Es erstreckt sich vom südlichen Ontario und New Jersey nach Westen bis Kalifornien und nach Norden bis nach British Columbia. Dabei leben sie vor allem am Ufer von dauerhaft oder temporär wassergefüllten Teichen und überfluteten Flussufern.

## Lebensweise
Die adulten Libellen ernähren sich von kleinen Fluginsekten wie Blattläusen. Die Larven jagen kleine Unterwasserinsekten und deren Larven. Die Weibchen stechen ihre Eier im Herbst einzeln in Pflanzenstängel oberhalb des Wasserspiegels oder in Herbstlaub und andere Pflanzenreste. Die Eier sind sowohl resistent gegen Trockenheit wie gegen Frost. Die Larven schlüpfen, wenn die Pflanzen im Winter umfallen und mit Wasser in Berührung kommen. Die Flugzeit der Imagines reicht vom späten Juli bis Mitte September.

## Systematik
Lestes congener stellt eine von 83 heute bekannten Arten der Binsenjungfern (Lestes) dar. Erstmals wissenschaftlich beschrieben wurden sie von dem deutsch-amerikanischen Entomologen Hermann August Hagen im Jahr 1861.

## Belege
1. 1 2 3 4 5 6  Lorus Milne, Margery Milne: Field Guide to Insects and Spiders. National Audubon Society, Chantacleer Press, 1980; S. 384, ISBN 0-394-50763-0.
2. ↑  Martin Schorr, Martin Lindeboom, Dennis Paulson: World Odonata List. Update vom 2. Oktober 2011 (Download (Memento des Originals vom 28. August 2010 im Internet Archive)  Info: Der Archivlink wurde automatisch eingesetzt und noch nicht geprüft. Bitte prüfe Original- und Archivlink gemäß Anleitung und entferne dann diesen Hinweis.).